# Gora Ardag
Gora Ardag är ett berg i Azerbajdzjan. Det ligger i den västra delen av landet, 400 km väster om huvudstaden Baku. Toppen på Gora Ardag är 1 836 meter över havet.
Terrängen runt Gora Ardag är kuperad. Närmaste större samhälle är Çatax, 13,1 km nordost om Gora Ardag. 
Omgivningarna runt Gora Ardag är en mosaik av jordbruksmark och naturlig växtlighet. Runt Gora Ardag är det ganska tätbefolkat, med 70 invånare per kvadratkilometer.